# Únanov
Únanov (v místním nářečí Hónanov, německy Winau) je obec v okrese Znojmo v Jihomoravském kraji. Žije zde přibližně 1 300 obyvatel.

## Historie
První písemná zmínka o obci pochází z roku 1227.

## Pamětihodnosti
- Kostel svatého Prokopa na návrší
- Zámek
- Pomník obětem 1.sv války - na náměstí
- Socha sv. Jana Nepomuckého - na náměstí

## Galerie

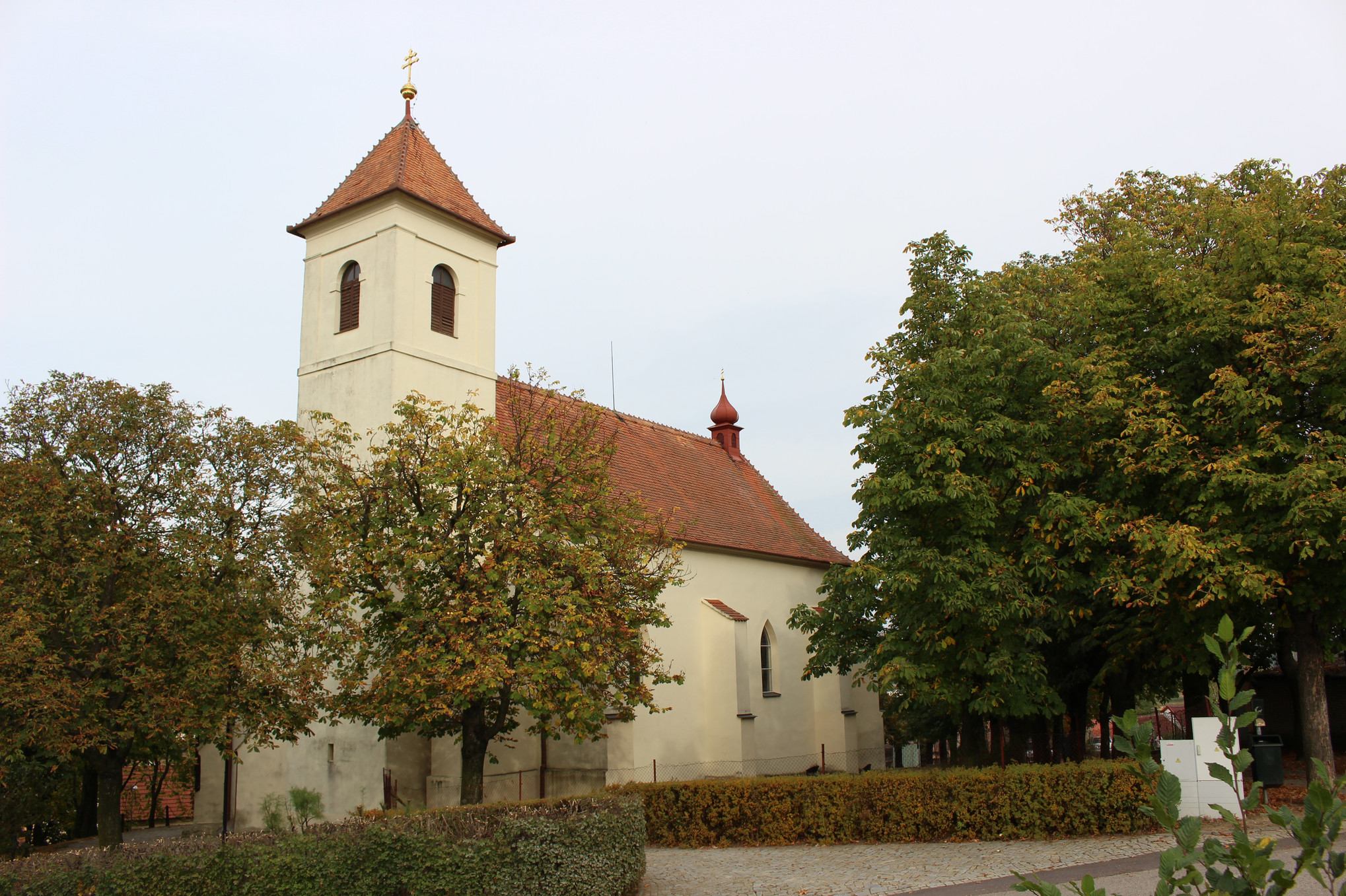
Kostel svatého Prokopa
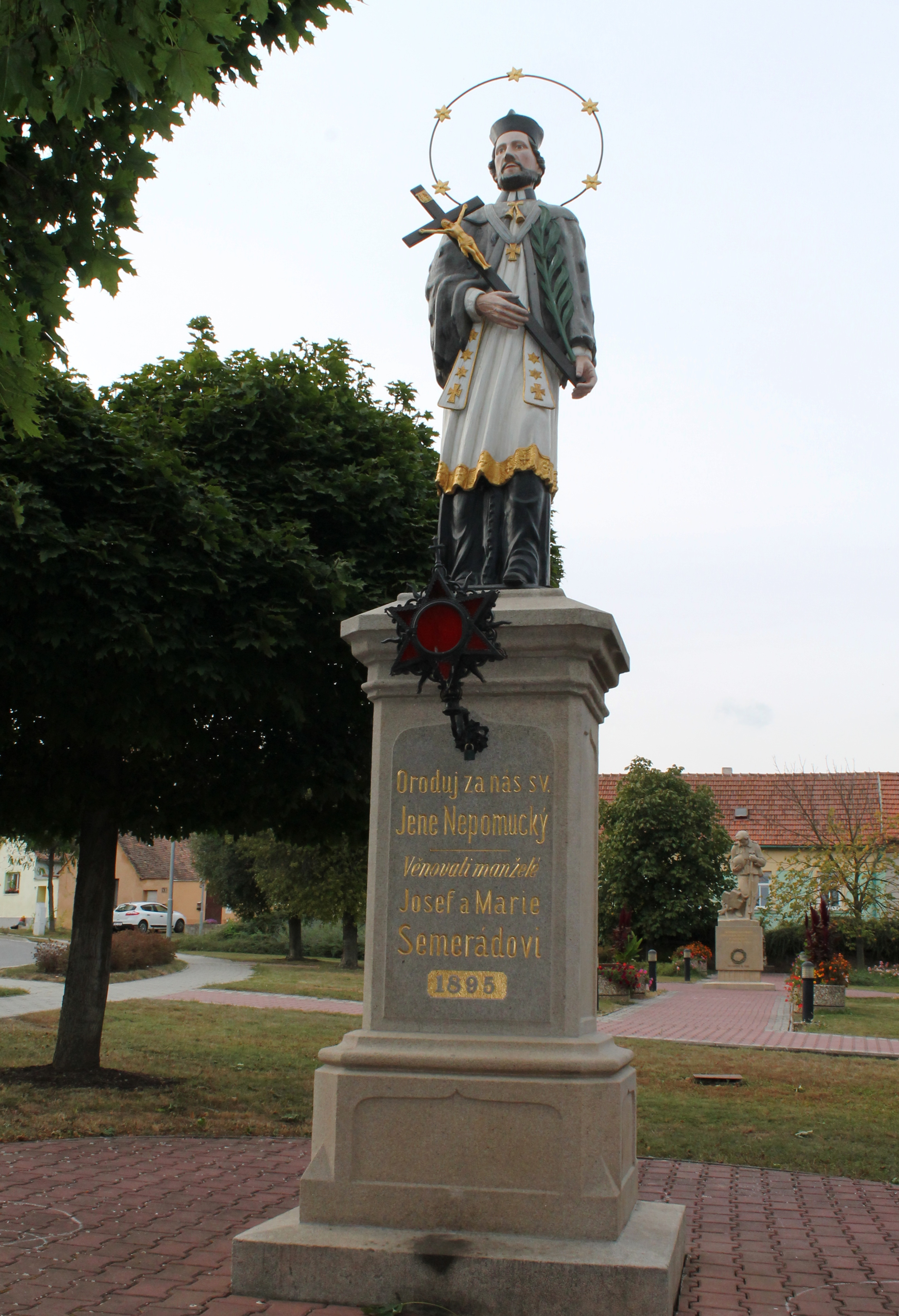
Socha sv. Jana Nepomuckého
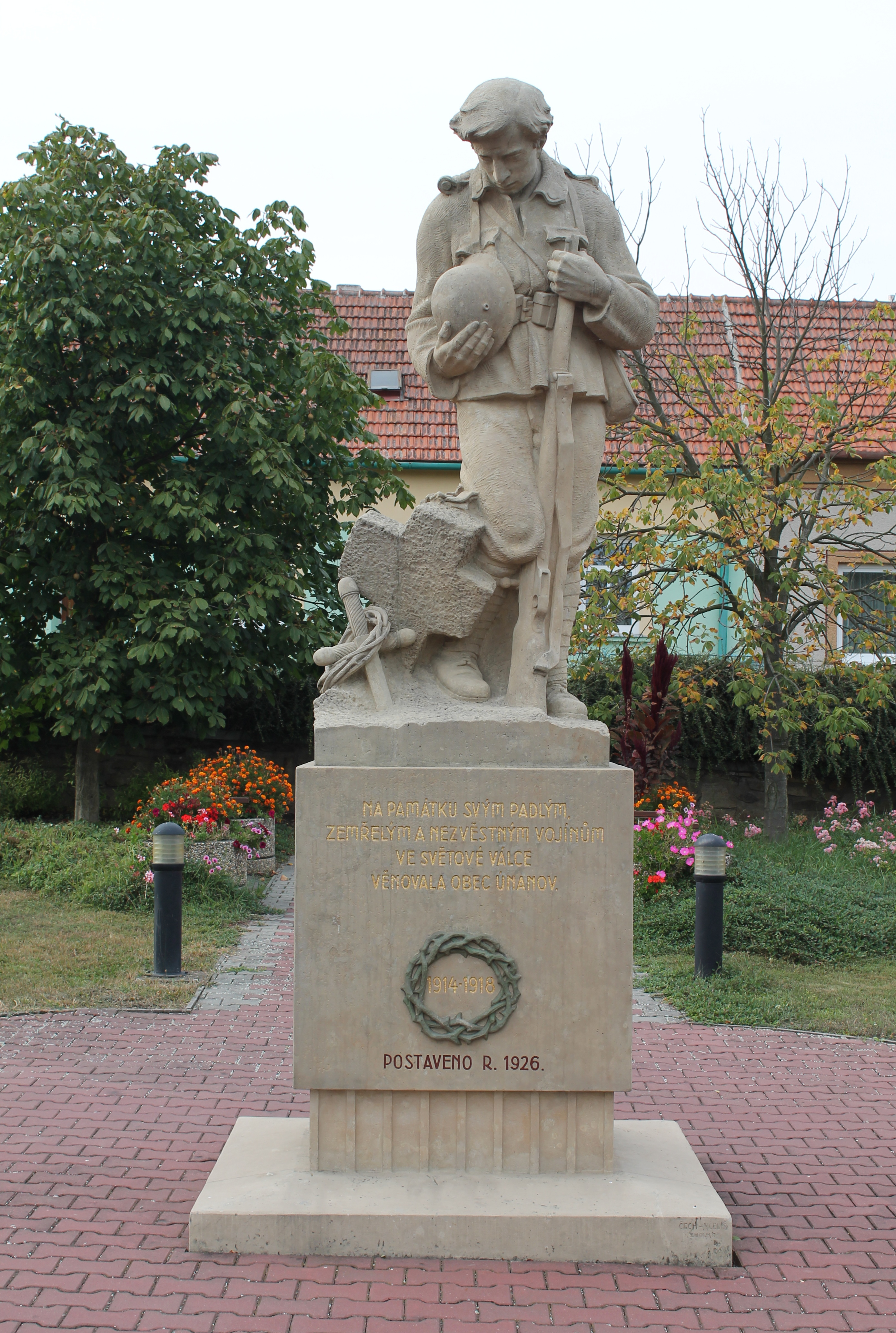
Pomník obětí I. sv. války
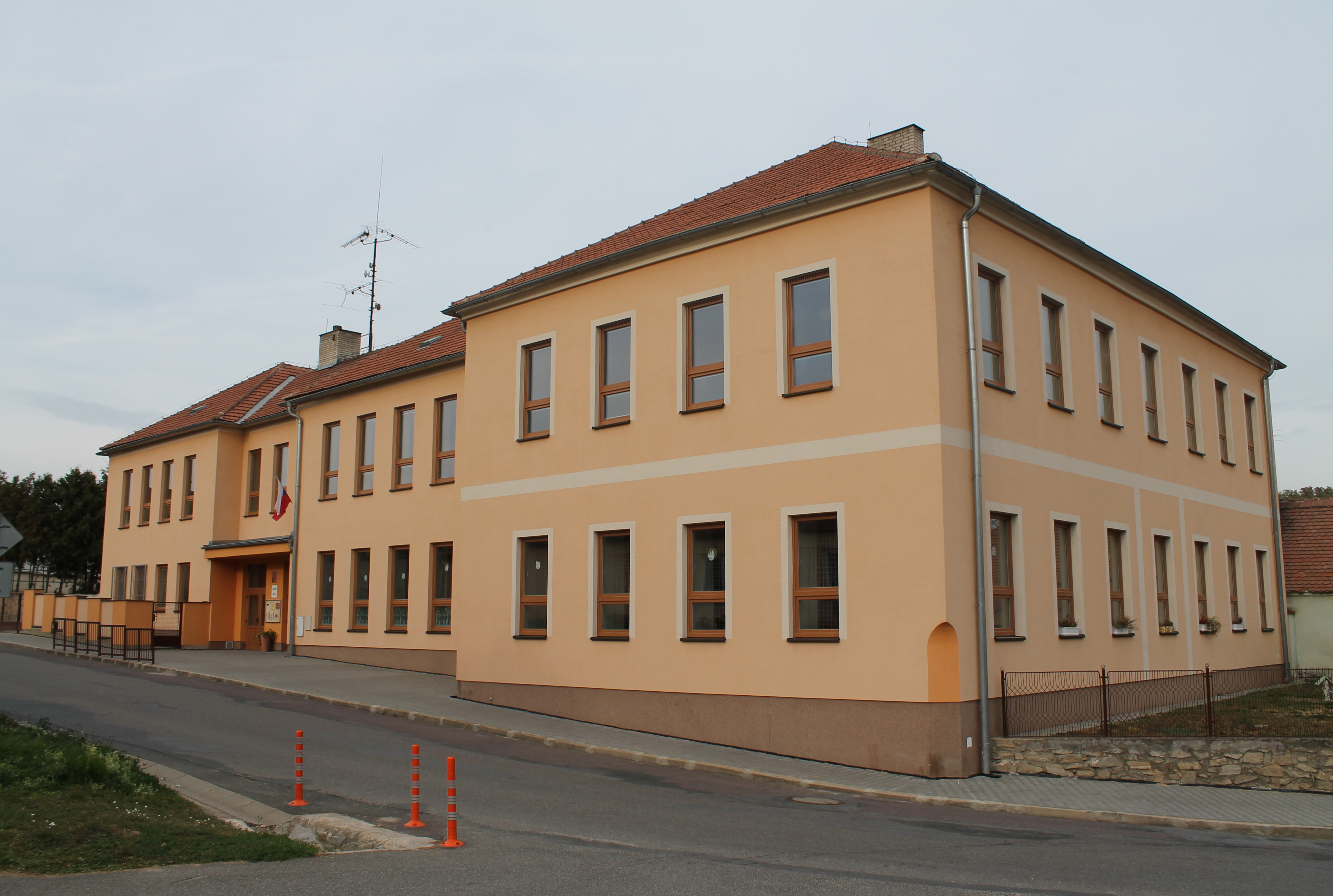
Základní škola
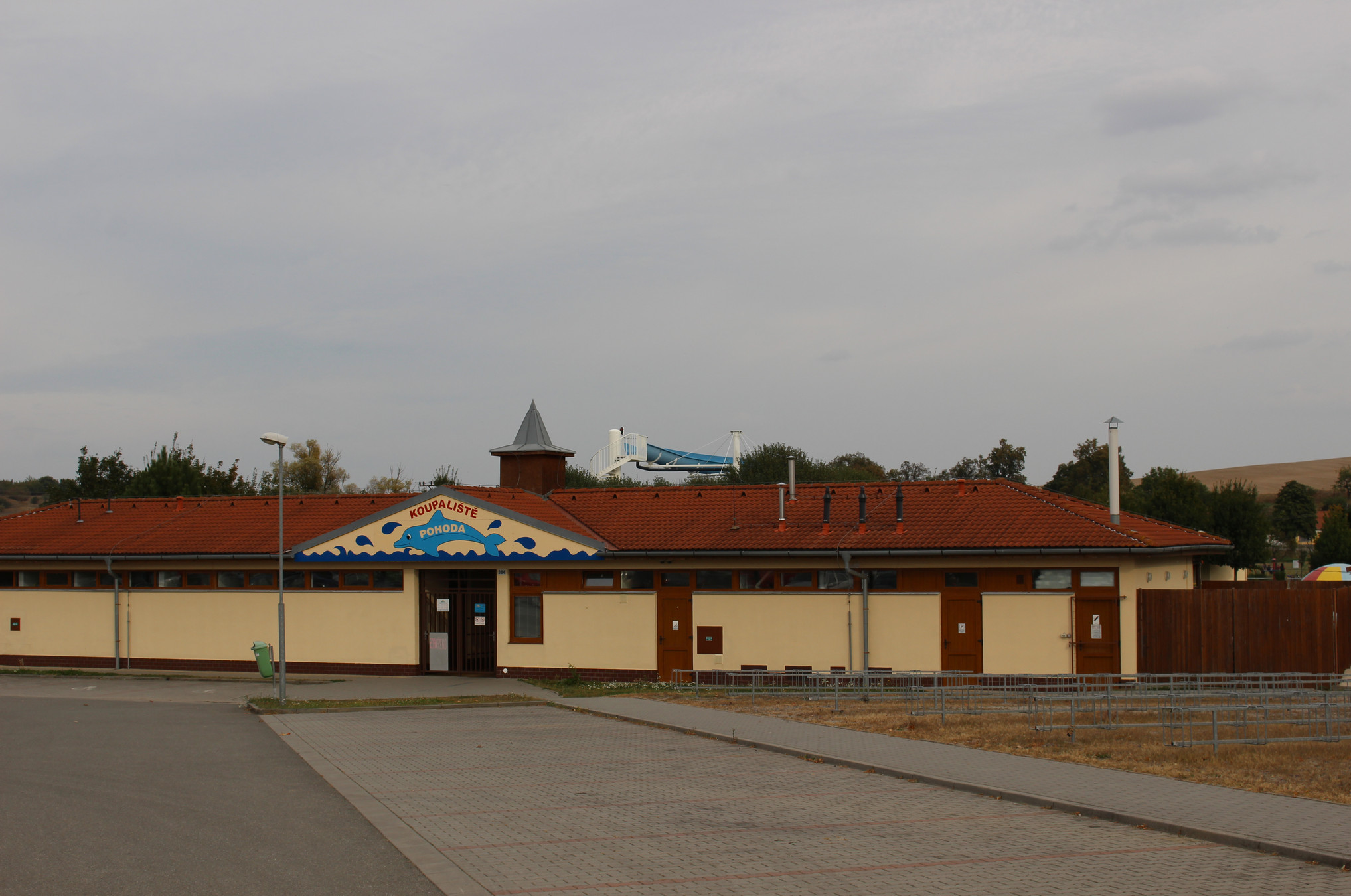
Koupaliště Pohoda

## Samospráva
V letech 1990 až 2018 byl starostou Vojtěch Fabík (ODS). 